# Peter Ekelund (ishockeyspelare)
Peter Gunnar Ekelund, född 28 februari 1971 i Åseda, Sverige är en svensk före detta ishockeyspelare. Han har bland annat spelat i HV71, där han spelat 584 matcher i Elitserien under 16 säsonger, gjort 110 mål och 218 poäng. Ekelund är den spelare som gjort näst mest säsonger i HV71. Ekelund var senare General Manager för HV71 åren 2014 till 2021.